# Ctenus rubripes
Ctenus rubripes là một loài nhện trong họ Ctenidae.
Loài này thuộc chi Ctenus. Ctenus rubripes được Eugen von Keyserling miêu tả năm 1881.